# Otoy (музыкант)
Otoy (укр. Вячеслав Дрофа; 11 октября 1998, Львов, Украина) — украинский хип-хоп и рэп-исполнитель, музыкант и автор песен.

## Биография
Вячеслав Дрофа родился 11 октября 1998 во Львове. Мать — инженер, бабушка и дедушка — работники технических специальностей. Окончил Среднеобразовательную школу номер 54 г. Львова, затем Технический Колледж Львовской Политехники по специальности «Разработка программного обеспечения».
В 2014 году переехал в Киев в связи с приглашением на работу. Вячеслав Дрофа до сих[каких?] пор параллельно музыкальной карьере работает Lead UX Designer’ом, специализируясь на сфере финансовых технологий и банкингов. Компания Alty, в которой он работает, получила Red Dot Award за разработку и проектирование приложения Monobank.
В 2020 году в рамках инициативы #вліпизасебе, цель которой — мотивировать молодежь быть сознательной и активной, выпустил музыкальный манифест, призывающий идти на выборы.

## Музыкальная деятельность
Музыка сопровождала Вячеслава с самого детства. Первую кассету из мира хип-хоп, услышанную им — Tribe Called Quest, ему подарила мама. Дальше шли занятия на уроках музыки в школе, джемы на улицах города, студенческие попытки заработать деньги игрой на улице с друзьями-гитаристами. Музыкального образования Вячеслав не получил. Otoy обрёл профессиональные навыки в данной области через саморазвитие, начиная с перечитываний известных треков американских рэперов в собственной комнате во Львове.
Дрофа занимался написанием треков на заказ (гострайтингом), играл в театре, озвучивал фильмы и игры, выступал на литературных вечерах. Раннее творчество артиста, выступавшего тогда под псевдонимом Drofa, можно было услышать на локальных вечеринках Hotline.
Первый трек, в котором Otoy появился под своим псевдонимом для широкой публики, — коллаборация с Alyona Alyona, Kalush и другими в сайфере Стержень.
Далее следовала коллаборация с Алиной Паш и Den Da Funk’ом в треке под названием Corruption.
С декабря 2020 года по март 2021 сотрудничал с лейблом Bitanga Blood, став его первым артистом.
Первый полноценный релиз, который считается официальным дебютом артиста — EP CVIT и клип Street Fighter, которые вышли в декабре 2020 года.
Первое полноценное выступление в составе живого бенда Otoy с полноформатным шоу произошло на фестивале The Most Fest в городе Константиновка на Востоке Украины.
В дальнейшем Otoy выступал на таких фестивалях, как Atlas Weekend, Fest Republic, Koktebel Jazz Festival, Most Fest, Rap Ua Awards.
В 2021 году выпустил ЕР СЛИНА (Слюна), написанный в соавторстве с «лучшим саунд-продюсером 2021 года» по версии портала rap.ua — The Lazy Jesus’ом.
Артист выпустил 4 клипа, два из которых были его авторскими режиссёрскими работами.
В ноябре 2021 года Otoy стал репрезентором Up Next Apple Music.
В творчестве Otoy проецирует собственное восприятие мира, жизненные переживания и критические эмоциональные состояния сопровождающих его на разных этапах жизненного и творческого пути. В отличие от большинства коллег по сцене, пропагандирует такие ценности, как уважительное отношение к женщинам, важность ментального здоровья, сохранение локальных традиций и культурных особенностей.

## Оценка творчества
Otoy стал одним из номинантов на звание «Артиста года» и «Прорыв года» по версии портала rap.ua, является номинантом премии Jager Music Awards.
Про проект положительно высказываются популярные исполнители и критики, например, Иван Дорн и Олег Скрипка.
Для меня Otoy — это событие в украинской культуре, — говорит о нём Иван Дорн. — Несмотря на то, что аранжировки близки к тому рэпу, который проповедуют на Западе, он все равно имеет наш оттенок. Благодаря, конечно же, языку, мастерской рифмовке. Он справляется с ритмикой, как бог. Это дико приятно слушать.

## Дискография
- CVIT (EP, 2020)
- CHANGING (single, 2021)
- DFWMA (single, 2021)
- KINO (single, 2021)
- КРИКИ (single, 2021)
- IDOL (single, 2021)
- СЛИНА (EP, 2021)
- МАЮ ПРАЦЮВАТИ (single, 2021)
- СИНЯКИ (single, 2021)